# Rata de roca
La rata de roca (Aconaemys fuscus) és una espècie de rosegador de la família dels octodòntids. Viu als alts Andes de l'Argentina i Xile, a altituds de fins a 4.000 msnm. El seu hàbitat natural són els boscos frescos i humits aïllats d'altres boscos per més de 1.000 km de desert o pampa. És una espècie en risc mínim, és a dir, no sembla que hi hagi cap amenaça significativa per a la seva supervivència.